# Hubert Weyers
Hubert Weyers (* 26. März 1929 in Osterath (heute Stadtteil von Meerbusch bei Krefeld); † 18. April 2006 in Homburg) war ein deutscher Lehrer und Ornithologe.

## Leben
Im Alter von sechs Jahren kam Weyers aufgrund eines berufsbedingten Umzugs seines Vaters nach Homburg, wo er Volksschule und Gymnasium besuchte. An der Universität des Saarlandes in Saarbrücken studierte er Anglistik, Romanistik, Geographie und Mathematik. Nach Abschluss des Studiums trat er am Homburger Mädchen-Realgymnasium, dem späteren Christian von Mannlich-Gymnasium in den Schuldienst. Hier wurde er 1978 zum Direktor ernannt und verfasste anlässlich des 125-jährigen Bestehens der Anstalt im Jahre 1990 einen kleinen, Persönliche Schulchronik titulierten Beitrag.
Als es im Oktober 1963 zur Gründung des Ornithologischen Beobachterrings Saar kam, übernahm Weyers die Leitung und redigierte jahrzehntelang dessen Mitteilungsblatt (später Lanius). Weyers gehörte weiter zu den Gründungsmitgliedern der Arbeitsgemeinschaft für tier- und pflanzengeographische Heimatforschung im Saarland e.V., die am 14. Juni 1968 auf Initiative des Zoologieprofessors Gustaf de Lattin an der Universität des Saarlandes ins Leben gerufen wurde.
Neben einigen Buchveröffentlichungen und Dutzenden von kleineren Beiträge, die Weyers insbesondere in ornithologischen Fachzeitschriften publizierte (vgl. Bibliographie), brachte er in Zusammenarbeit mit anderen im Jahr 1990 die Übersicht Die Vögel des Saarlandes heraus. Diese kommentierte Artenliste – inzwischen restlos vergriffen – gilt noch immer als „Standardwerk“ und „wichtiges Nachschlagewerk zu historischen Nachweisen“. Dem 2005 erschienenen „Atlas der Brutvögel des Saarlandes“, so wird zudem hervorgehoben, habe Weyers „durch seine langjährige Pionierarbeit den Weg gebahnt“.

## Bibliographie
- Bibliographie der vogelkundlichen Veröffentlichungen von Hubert Weyers. Zusammengestellt von Günter Nicklaus. In: Lanius 33 (2007), S. 51–60 (online als PDF bei ornithologie-saar.de).
- Verzeichnis der Veröffentlichungen (Auswahl) von Hubert Weyers. Zusammengestellt von Wilhelm Irsch. In: Delattinia. 32 (2006), S. 280–282 (online als PDF bei www.delattinia.de).